# Thuyền trưởng Đơn Vị
Thuyền trưởng Đơn Vị (tiếng Nga: Фрегат капитана Единицы, tiếng Anh: Nought the Seafarer) là một tập truyện phiêu lưu dành cho trẻ em của nhà văn Vladimir Lyovshin.

## Nội dung
Bộ truyện được viết dưới dạng Nhật Ký của Số Không, kể về chuyến hành trình 33 ngày trên đại dương Toán Học, cùng với Thuyền trưởng Đơn vị, anh Hoa Tiêu và Pi.